# Ophiomyia thalictricaulis
Ophiomyia thalictricaulis is een vliegensoort uit de familie van de mineervliegen (Agromyzidae). De wetenschappelijke naam van de soort is voor het eerst geldig gepubliceerd in 1962 door Hering.